# Denver Jansen
Denver Christopher  Jansen (ur. 24 maja 1983) – południowoafrykański zapaśnik walczący w obu stylach.
Zajął 41. miejsce na mistrzostwach świata w 2007. Piąty na igrzyskach afrykańskich w 2007. Brązowy medalista mistrzostw Afryki w 2005 i 2007. Wicemistrz Wspólnoty Narodów w 2005 roku.